# Richard III.
Richard III. (2. října 1452 – 22. srpna 1485) byl anglický král od roku 1483 do své smrti o pouhé dva roky později. Byl posledním králem pocházejícím z rodu Yorků a jeho porážka a smrt v bitvě u Bosworthu je považována za vyvrcholení války růží a konec dynastie Plantagenetů.
Vzdoroval dvěma velkým vzpourám. První byla již v roce 1483 vedena Jindřichem Staffordem, vévodou z Buckinghamu. Vzpoura byla potlačena a Jindřich byl popraven. Druhou, Richardovi osudnou, vedl Jindřich Tudor a jeho strýc Jasper. Jindřich se se svým vojskem vylodil v Anglii a Richarda porazil v bitvě u Bosworthu. Richard byl posledním anglickým králem, který padl v bitvě.

## Mládí
Richard se narodil na Fotheringhayském hradu, jako osmý a nejmladší syn, ale čtvrtý, který se dožil dospělosti, Richarda Plantageneta (který byl vážným uchazečem v nástupnictví na anglický trůn) a Cecílie Nevillové. Poté, co byli jeho otec a nejstarší bratr Edmund zabiti v bitvě u Wakefieldu, byl Richard, v té době stále ještě mladý hoch, dán do ochrany Warwicka. Richard trávil čas na jeho panství a spřátelil se s Francisem Lovellem. Toto přátelství vydrželo až do Richardovy smrti. Na panství také bydlela Anna Nevillová, se kterou se Richard později oženil.

## Vláda Eduarda IV.
V době vlády svého bratra Eduarda mu Richard projevoval loajalitu a vynikl jako vojenský velitel. Byla mu darována velká panství na severu země, byl jmenován vévodou z Gloucesteru, správcem severní části Anglie a stal se nejbohatším a nejmocnějším šlechticem. Naproti tomu, druhý Eduardův bratr, Jiří Plantagenet, vévoda z Clarence, byl na Eduardův příkaz po obvinění ze zrady popraven.
Richard ovládal sever země až do smrti Eduarda IV. Byl v této oblasti, a zvláště v samotném Yorku, velmi oblíben. Roku 1482 dobyl zpět od Skotska město Berwick-upon-Tweed. Jeho správa byla považována za poctivou a přiměřenou. Podporoval rozvoj univerzit a věnoval dary církvi.

## Nástup na trůn

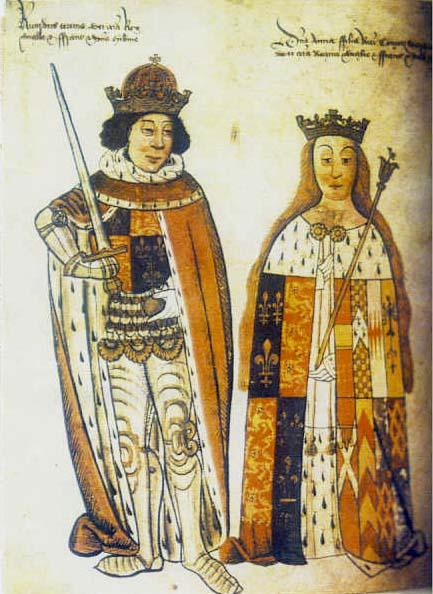
Richard III. s manželkou Annou Nevillovou

Po smrti Eduarda IV. 9. dubna 1483 byli jeho synové Eduard a Richard (Richardovi synovci) první v pořadí nástupnictví na anglický trůn. Richard ale nechal králova strážce a jiné královy rádce uvěznit na hradě Pontefract a později je nechal, pro údajnou přípravu atentátu na Eduarda, popravit. Z důvodu údajného zvýšení bezpečnosti nechal poté oba synovce dopravit do Toweru. Popraveni v té době byli i nejbližší příbuzní ovdovělé Alžběty – její bratr Anthony Woodville a její syn z prvního manželství Richard Grey, stejně tak dopadli i lord William Hastings a Thomas Vaughan dlouholetí příznivci zemřelého krále Eduarda IV. Někteří významní šlechtici, například Tomáš Stanley, byli na krátký čas uvězněni. Poté co uznali Richarda za právoplatného krále, je nechal propustit.
22. června 1483 byl na prostranství před Katedrálou svatého Pavla přečteno Richardovo prohlášení, kde informoval o tom, že přebírá vládu, na základě toho, že svatba Eduarda IV. byla nelegitimní, protože byl již dříve ženatý a tím byli za nelegitimní prohlášeni i jeho synové Eduard a Richard. Toto prohlášení bylo později podpořeno i zákonem vydaným parlamentem, jehož vydání bylo založeno na svědectví biskupa, který uvedl, že když se Eduard IV. oženil s Alžbětou Woodvillovou, byl již ženat s Eleonorou Butlerovou, která v době druhého Eduardova sňatku žila.
6. července 1483 byl Richard ve Westminsterském opatství korunován anglickým králem. I když se obecně předpokládá, že Richard nechal oba mladé prince zabít a jejich těla ukrýt ve White Toweru (kde byla o 200 let později skutečně nalezena dvě dětská těla), existují i jisté pochybnosti o konkrétních okolnostech smrti obou mladíků.

## Bitva u Bosworthu
22. srpna 1485 se Richard střetl s vojskem Jindřicha Tudora v bitvě u Bosworthu. Richardovo vojsko bylo početné, asi ve dvojnásobné přesile. V průběhu bitvy byl Richard zrazen Tomášem Stanleym, sirem Vilémem Stanleyem a možná i Jindřichem Percym, jejichž vojáci se do bitvy nezapojili. Percyho vojáci ale možná nemohli pomoci, protože jim v tom bránila bažina. Tím se poměr sil obrátil v Richardův neprospěch. K výsledku bitvy přispěla i smrt Johna Howarda, vévody z Norfolku, která demoralizovala jeho vojáky. Richard se proto rozhodl k riskantnímu útoku, kdy se svou osobní gardou zaútočil přímo na Jindřicha. Uvádí se, že Richard bojoval statečně, zabil koně sira Johna Cheneye, známého šampióna rytířských turnajů, zabil nosiče Jindřichovy standarty a se svými nejvěrnějšími se dokonce ocitl na dosah Jindřicha samého. Byl ale nakonec poražen a zabit.
Jeho nahé tělo bylo slavnostně vezeno ulicemi města a jeho ostatky byly uloženy v Leicesterském kostele. Jindřich Tudor nahradil Richarda na anglickém trůnu jako Jindřich VII. a svou pozici posílil tím, že se oženil s Alžbětou z Yorku, dcerou krále Eduarda IV. a neteří Richarda III.

## Odkaz
Richardovou smrtí u Bosworthu skončila vláda rodu Plantagenetů na anglickém trůnu, která trvala od nástupu Jindřicha II. roku 1154. Poslední mužský potomek rodu Plantagenetů Eduard, hrabě z Warwicku (syn bratra Richarda III. Clarence), byl na příkaz Jindřicha VII. roku 1499 popraven.
V době, kdy byl Richard správcem severní části Anglie, došlo k velkému rozvoji této části země. Předtím byla tato oblast ekonomicky velmi závislá na Londýnu.

## Kontroverzní pověst
Mnohé údaje o Richardovi, které byly dříve považovány za zřejmé, byly moderními historiky vyvráceny. Například pisatelé tudorovského období uváděli, že byl tělesně deformován, což bylo označováno za známku jeho zlověstné povahy. Pověsti o ochromené ruce, kulhavosti a hrbu jsou v současnosti považovány za zveličené, hraničící s výmysly, pocházející zřejmě ze sporných dějin připisovaných Thomasi Morovi, z nichž pravděpodobně čerpal i William Shakespeare, a které byly dlouhou dobu považovány za spolehlivé historické prameny. Nejnovější výzkum potvrdil královu drobnou kostru, těžkou skoliózu a poměrně pohledný obličej. Bylo prokázáno, že trpěl parazity a to konkrétně škrkavkou, její vajíčka byla v jeho těle nalezena.
Vyvracení výtek vůči jeho morální bezzásadovosti je méně zřejmé, než nařčení z jeho pokřiveného vzhledu. Nutno jeho konkrétní činy hodnotit z pohledu středověku a hlavně z pohledu tehdejší války růží, kdy v zemi panovala nedůvěra i mezi nejbližšími příbuznými a panovník byl v trvalém ohrožení života. Hodnocení Richarda bylo ovlivněno zejména v době vládnoucích Tudorovců, kteří patřili k jeho nepřátelům, a tudíž bylo v jejich zájmu ho popisovat ve velmi negativním světle. Přitom mnohé kontroverzní činy krále Richarda se příliš nelišily od kontroverzních činů následujících vládnoucích Tudorovců, například krále Jindřicha VIII. či královny Marie (přezdívané „Krvavé“).
Richard je často obviňován i ze smrti mladých princů Eduarda a Richarda. Poté, co byli oba princové odvedeni do Toweru, nebyli již spatřeni. Co se událo, není jisté, ale všeobecně se má zato, že byli zavražděni a že za jejich smrt je zodpovědný buď jejich strýc Richard, Jindřich Stafford, vévoda z Buckinghamu, nebo Jindřich VII.

## Objev ostatků Richarda

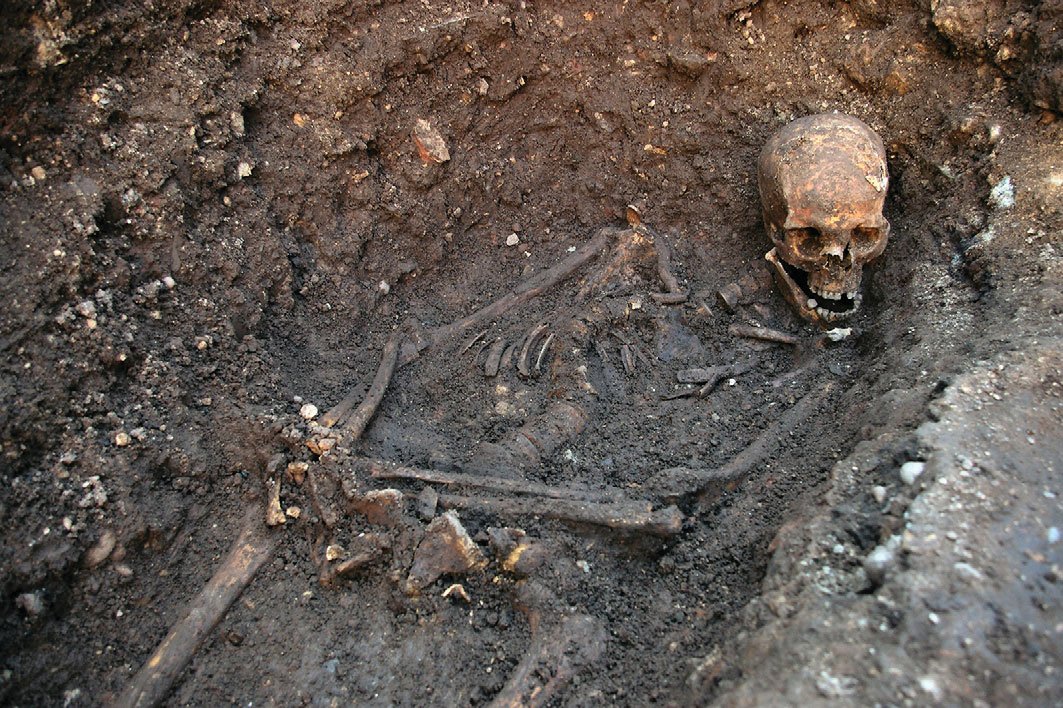
Nález ostatků Richarda III. v roce 2012

Dne 4. února 2013 oznámili vědci z Univerzity v Leicesteru nález ostatků patřících Richardovi III. Kosterní ostatky byly nalezeny během září roku 2012 pod jedním z parkovišť v Leicesteru na místě někdejšího františkánského kostela. Pravost ostatků potvrdila analýza DNA. V sakrální oblasti ostatků byla identifikována četná vajíčka škrkavky dětské (Ascaris lumbricoides) svědčící o infekci krále tímto parazitem. Vzhledem k tomu, že nebyla nalezena žádná jiná vajíčka parazitů (např. tasemnic), domnívají se autoři, že jídlo krále Richarda bylo důkladně tepelně upraveno.
Ostatky středověkého anglického panovníka byly dne 26. března 2015 slavnostně uloženy v leicesterské katedrále.